# Desinformació
La desinformació és la informació falsa comunicada de forma intencionada, com a propaganda o per amagar uns fets. Pot basar-se a ocultar part dels documents o dades sobre un assumpte per tal de manipular l'opinió pública, en la difusió d'imatges trucades o titulars ambigus o en repetir tòpics erronis i rumors no contrastats.
El terme prové del món militar, que subministra informació falsa per confondre l'enemic (com per exemple al Desembarcament de Normandia) i s'ha estès posteriorment a la política i els serveis secrets d'intel·ligència de cada país. La llegenda urbana i diversos casos de teories de la conspiració poden considerar-se com a desinformació si han estat deliberadament difosos entre la gent (tot i que molts veuen justament en aquesta suposició una altra teoria de la conspiració, que veu intencionalitat i poder ocults en la simple credulitat).
La desinformació usa sovint tècniques de la retòrica, especialment la utilització de la fal·làcia en les seves diverses formes, la repetició d'arguments erronis per tal de crear un efecte de veritat per acumulació i els suggeriments difamatoris. Necessita l'ajuda dels mitjans de comunicació per arribar a un gran nombre de persones i tenir efecte.